# Chai Trong-rong

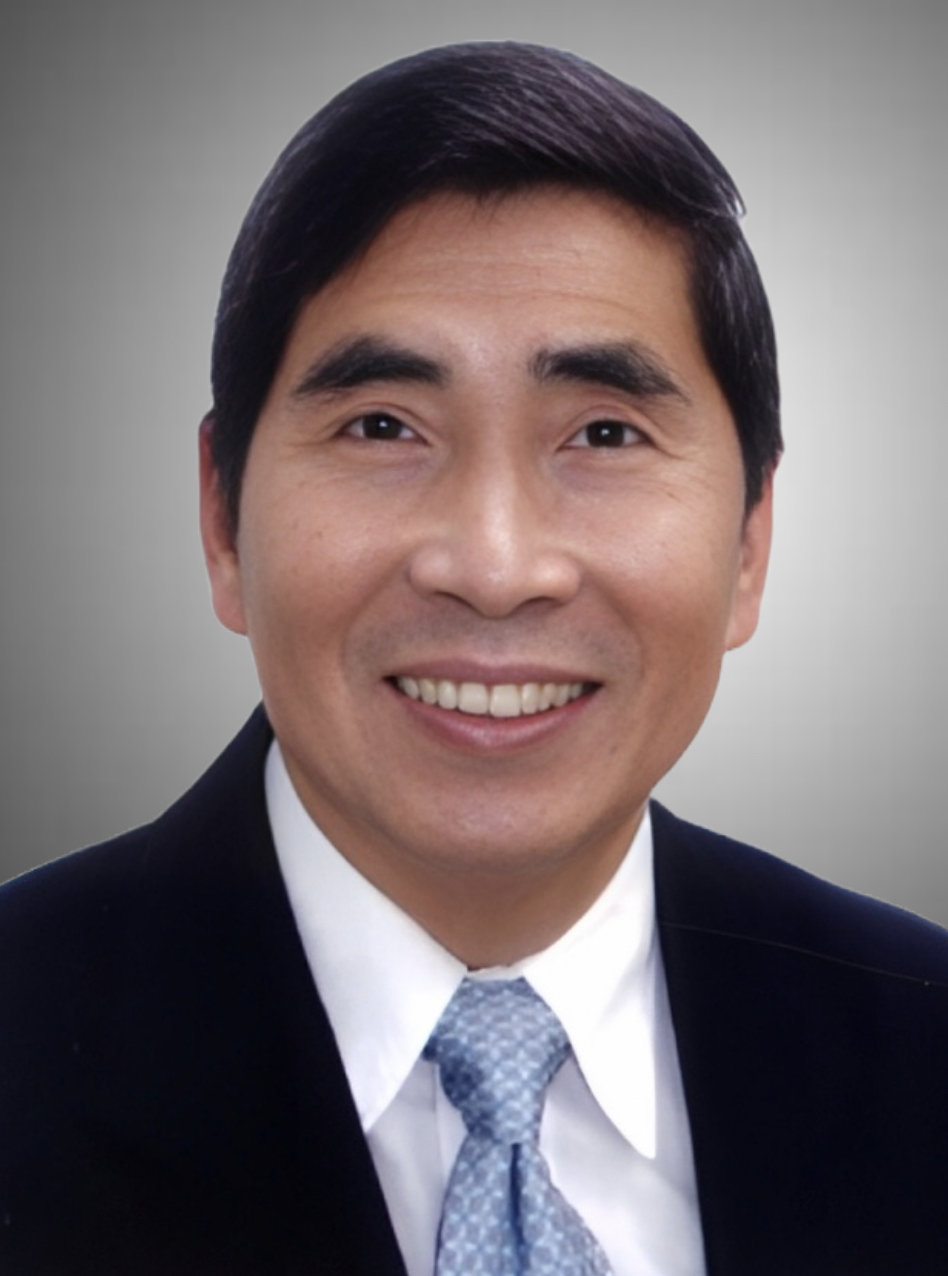
Chai Trong-rong

Chai Trong-rong (13 de junio de 1935; Chiayi, Taiwán - 11 de enero de 2014; Taipéi, Taiwán), a veces conocido en inglés como Trong Chai, fue un político de Taiwán. Fue miembro de la Asamblea Legislativa, el cuerpo legislativo nacional de la República de China (Taiwán).
Nacido en Taiwán, Chai obtuvo sus grados de maestría y doctorado en los Estados Unidos. Era un defensor de la democracia y fundó la Asociación para un Plebiscito y Formosa TV.

## Muerte
Chai Trong-rong murió el 11 de enero de 2014, debido a un accidente cerebrovascular. Tenía 78 años.